# Juan Gelabert y Gordiola
Juan Gelabert y Gordiola (Palma, 1843-Madrid, 1894) fue un profesor español, catedrático de sánscrito en la Universidad Central.

## Biografía

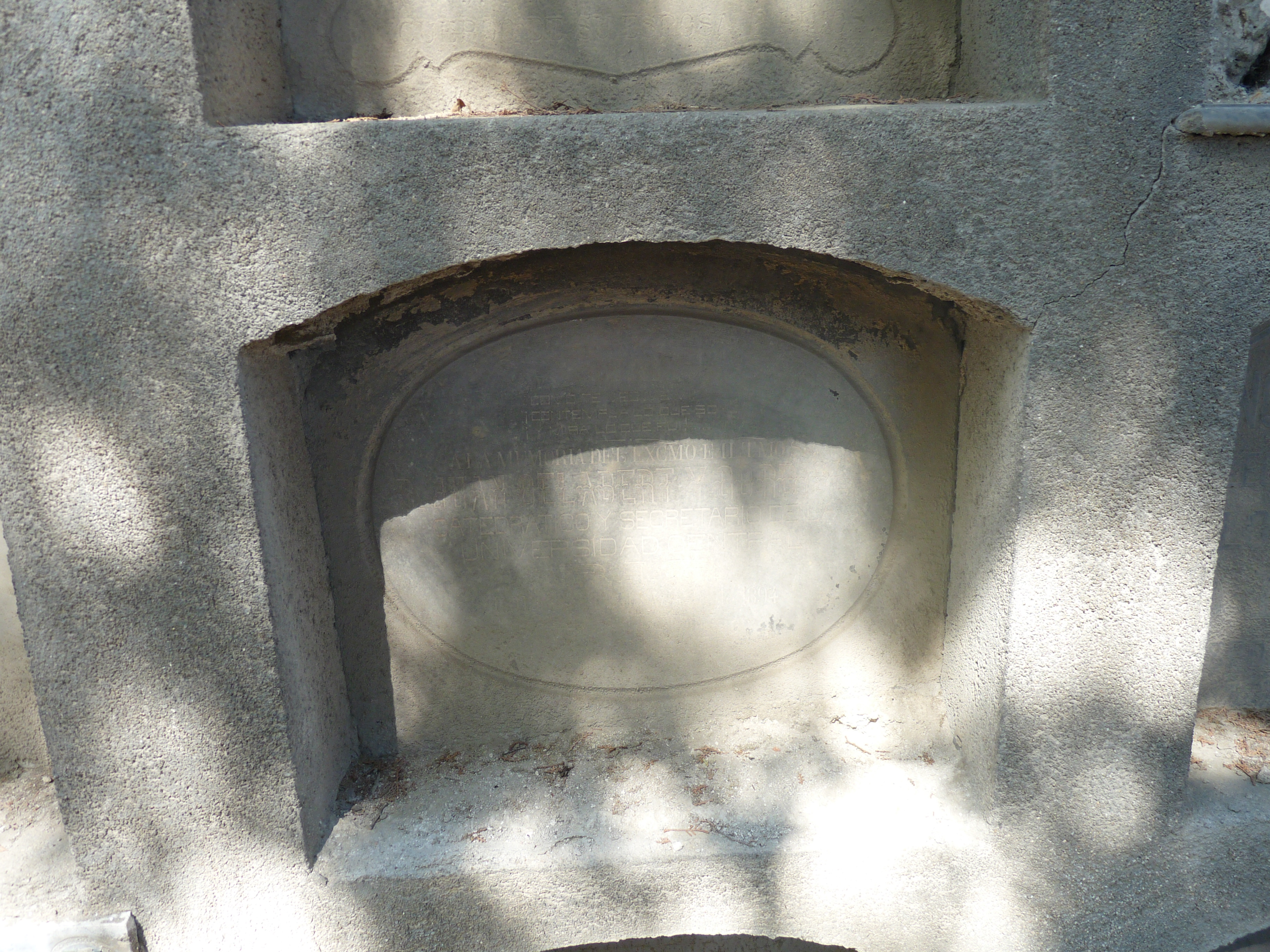
Tumba de Gelabert en la Sacramental de Santa María

Nacido en 1843 en Palma de Mallorca, fue catedrático de sánscrito en la Universidad Central de Madrid, el primero por oposición del país, al sustituir a Julio Berriz do Seixo, que se había hecho con la cátedra tras la marcha de Francisco María Rivero Godoy. Obtuvo la cátedra en 1883. Participó junto a Francisco García Ayuso y Damián Isern en el denominado «Círculo Obrero de los Cuatro Caminos». Gelabert, que fue autor de Explicación breve y sencilla sobre el modo de hacer oraciones o sea trasladar al latín el castellano y viceversa (1874) y un Manual de lengua sánscrita (1890), falleció en 1894 en Madrid. Fue enterrado en la Sacramental de Santa María.